# Idaea pseudaurata
Idaea pseudaurata är en fjärilsart som beskrevs av Karl Schawerda 1933. Idaea pseudaurata ingår i släktet Idaea och familjen mätare. Inga underarter finns listade i Catalogue of Life.